# Бошетунмай
«Бошетунма́й» — песня советской рок-группы «Кино», написанная Виктором Цоем и вошедшая в альбом «Группа крови» 1988 года.
Все говорят, что мы в месте…
Все говорят, но немногие знают, в каком.
А из наших труб идёт необычный дым...
Стой! Опасная зона: работа мозга!..
М-м-м, Бошетунмай…Кино, «Бошетунмай»
В 2010 году песня вошла в саундтрек фильма «Игла Remix» в аранжировке Игоря Вдовина. В записи песни для фильма приняли участие музыканты группы «Кино»: гитарист Юрий Каспарян, басист Игорь Тихомиров и барабанщик Георгий Гурьянов, а также И. Васильев и А. Федичев.

## История
Песня была написана Цоем в 1986 году под впечатлением от группы «UB40». Премьера песни состоялась 3 июня 1987 года на V фестивале Ленинградского рок-клуба. Во время выступления на фестивале в составе группы, вместе с четырьмя музыкантами группы «Кино», были их знакомые художники Сергей «Африка» Бугаев за барабанами, и Андрей Крисанов с бас-гитарой.
В своём интервью участник группы Георгий Гурьянов так трактовал слово «Бошетунмай»:

— О-о-о… «Бошетунмай» — это отдельная история. Была такая группа «Ю би фоти» — реггей, британский «нью вейв». Они приехали к нам в Ленинград, мы ходили на их концерт, слушали их песню, даже исполняли её сами. А у них же всё вокруг марихуаны и косяков. Виктор под впечатлением всего этого написал реггей-песню. А «бошетунмай» — это одно из наших названий этого продукта. Скорее это всё Тимур придумал; у него был круг друзей, которые говорили между собой, что человек, который бросил это курить, продался. Соответственно, когда предлагалось курнуть, говорили: «Давай, не продадимся». Так не продавались, не продавались, а потом для конспирации перевели слово на китайский язык. Он был очень модным. Слово взяли из разговорника. «Не продаваться» — это глагол… Никто значения этого слова до сих пор и не знает; может быть, лучше и не знать

…

— Сам Цой, наверное, только баловался, курил, но серьёзно этим не занимался?

— Нет. Я говорю Вам. Никогда. Никаких наркотиков. Курить он не мог. У него с физиологией что-то случалось. С ним коллапс был, он рассказывал, кто-то его угостил косяком, он лёг и не мог пошевелить ни рукой, ни ногой. Ему было так плохо, что было бы глупо дальше экспериментировать с этим.

Таким образом, связываются воедино версии, что слово «бошетунмай» переводится как «не предавай», «не продавайся», версия о его связи с курением конопли и версия, что это «какое-то восточное слово», ходящие среди поклонников.
В своих интервью Виктор Цой не раскрывал смысла этого слова:

— Откуда взялось слово «Бошетунмай»? Сам придумал?

— Нет, не сам. Есть несколько разных версий возникновения этого слова.

— А у тебя какая?

— Классическая. Просто такое вот волшебное слово.
— Интервью с В. Цоем, «РИО» № 19, 1988

— А что такое «Бошетунмай»?

— Это секрет.
— Интервью с В. Цоем, Мурманское ТВ, апрель 1989 г.

## Версии происхождения слова «Бошетунмай»
Слово бошетунмай — имеет глубокие Тюркские корни, ещё времён Чингизидов. Оно не является осмысленным словом на русском, турецком или других распространённых языках.
Если разобрать его по частям:
- В тюркских языках (например, казахском, узбекском, турецком) «бош» означает «пустой», «свободный», «ничего».
- «етун» может быть формой глагола «не делай» (например, турецкое *etme* — «не делай», разг. форма).
- «май» — масло или мед в большинстве тюркских языков (например, в казахском или узбекском), а также «май» — это и «масло», и частица эмоции.
Если собрать всё вместе, «бошетунмай» может быть искажённым вариантом фразы «бош етун, май» — что-то вроде «Не делай пустяков, дружище будь Медом».
Старые версии смыслов слова ниже:
В пользу китайского происхождения слова говорит прямой перевод выражения «не продавать, не продаётся» — 不是出卖 (пиньинь Bùshì chūmài), что звучит как буши чумай, и здесь легко узнаётся искажённое «бошетунмай».
Существует догадка, что слово «бошетунмай» — одно из названий конопли, которое употреблялось в Казахстане в конце 80-х годов. Согласно этой версии, дословно выражение Бошетунмай на казахском языке означает «голова не мерзнёт» или «ветер в голове» («бош» — искажённое бас, «голова», либо басың, «твоя голова»; «тунмай» — искажённое тоңбайды, «не замёрзнет»), то есть «безбашенный».

## В записи участвовали
- Виктор Цой — ритм-гитара, вокал.
- Георгий Гурьянов — ударные.
- Юрий Каспарян — гитара.
- Андрей Сигле — клавишные.
- Игорь Веричев — шумы.
- Игорь Тихомиров — бас-гитара.